# Dyspersyjność (polimery)
Dyspersyjność, stopień dyspersyjności, wskaźnik dyspersyjności, współczynnik dyspersyjności – statystyczny rozrzut masy cząsteczek polimeru.
W odróżnieniu od związków niskocząsteczkowych – mających jedną, ściśle określoną masę cząsteczkową – polimery są zazwyczaj populacjami cząsteczek o różnej masie. Wynika to ze stochastycznego charakteru reakcji polimeryzacji. Reakcje te przebiegają różnie, zależnie od ich warunków i mechanizmu, co powoduje, że populacje polimerów posiadają losowy rozrzut mas cząsteczkowych. Dyspersyjność ma generalnie negatywny wpływ na własności użytkowe polimerów i dlatego dąży się do jej ograniczania.

## Dyspersyjność masy molowej
Dyspersyjność masy molowej (ĐM) jest zdefiniowana jako stosunek średniej wagowo masy cząsteczkowej (Mw) do średniej liczbowo masy cząsteczkowej (Mn) danego polimeru:
ĐM = Mw/Mn
Im większe ĐM, tym większy rozrzut mas. Gdy ĐM = 1, to masa cząsteczkowa wszystkich cząsteczek polimeru jest jednakowa – co jednak w przypadku polimerów syntetycznych nie ma nigdy miejsca. Najmniejsze ĐM (rzędu 1,05) udaje się osiągać w polimeryzacji żyjącej. Dla ogromnej większości polimerów syntetycznych wytwarzanych przemysłowo wskaźnik ten zawiera się w zakresie od 1,5 do 2. Takie wartości wskazują, że reakcja polimeryzacji przebiegała w typowy dla niej sposób. Gdy wskaźnik jest powyżej 2, wskazuje to na nietypowe lub nadmierne zakłócenia polimeryzacji, które należy wyeliminować.

## Dyspersyjność stopnia polimeryzacji
W chemii polimerów poza dyspersyjnością masy molowej polimeru stosuje się też pojęcie dyspersyjności stopnia polimeryzacji, czyli stosunku średniego masowo stopnia polimeryzacji Xw do średniego liczbowo stopnia polimeryzacji Xn:
ĐX = Xw/Xn

## Dyspersyjność
Ogólne pojęcie „dyspersyjność” (Đ) stosuje się, gdy ĐM = ĐX = Đ. Ma to miejsce dla homopolimerów i kopolimerów naprzemiennych na tyle dużych, że można zaniedbać różnice w budowie grup końcowych.